# Billbergia pyramidalis
Espèce
Classification phylogénétique

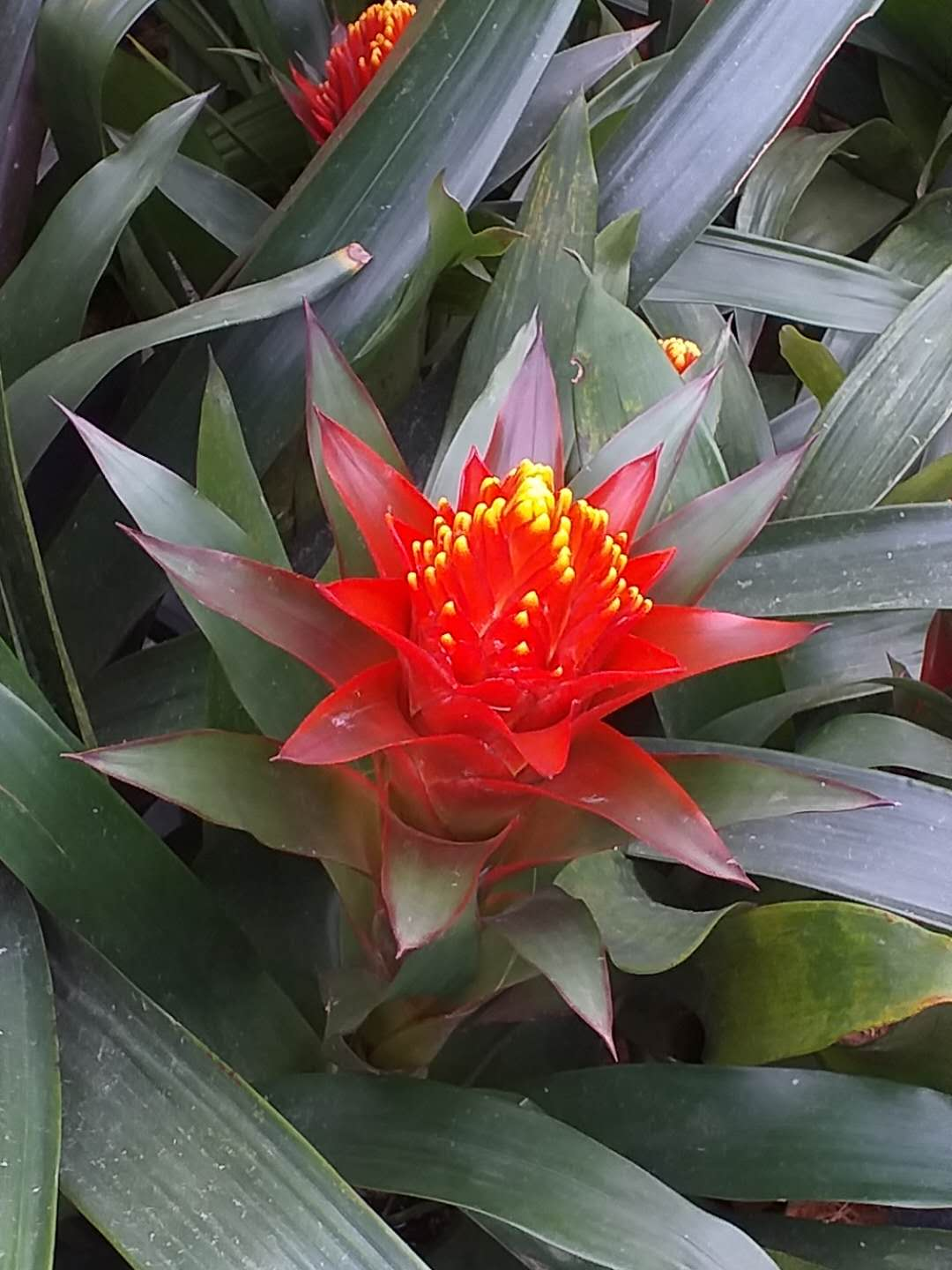
Billbergia pyramidalis au Jardin botanique de Taichung, à Taïwan.

Billbergia pyramidalis est une espèce de plantes à fleurs de la famille des Bromeliaceae qui se rencontre des Caraïbes à l'Amérique du Sud.

## Synonymes
- Billbergia andegavensis André[1] ;
- Billbergia atrorosea Drapiez[1] ;
- Billbergia bicolor Lodd. [non-légitime][1] ;
- Billbergia croyana De Jonghe ex Lem.[1] ;
- Billbergia fasciata var. splendens Beer[1] ;
- Billbergia fastuosa (C.Morren) Beer[1] ;
- Billbergia lemoinei André[1] ;
- Billbergia loddigesii Steud.[1] ;
- Billbergia longifolia K.Koch & C.D.Bouché[1] ;
- Billbergia miniatorosea Lem.[1] ;
- Billbergia paxtonii Beer[1] ;
- Billbergia punicea Beer[1] ;
- Billbergia schultesiana Baker[1] ;
- Billbergia setosa Baker [Invalid][1] ;
- Billbergia speciosa Carrière[1] ;
- Billbergia splendida Lem.[1] ;
- Billbergia thyrsoidea Mart. ex Schult. & Schult.f.[1] ;
  - Billbergia thyrsoidea var. fastuosa E.Morren[1] ;
  - Billbergia thyrsoidea var. longifolia Baker[1] ;
  - Billbergia thyrsoidea var. mibiato-rosea (Lem.) E. Morren[1] ;
  - Billbergia thyrsoidea var. miniatorosea (Lem.) E.Morren[1] ;
  - Billbergia thyrsoidea var. splendida (Lem.) E.Morren[1] ;
  - Billbergia thyrsoidea var. zonata de Vriese[1] ;
  - Billbergia thyrsoides'' De Jonghe[1] ;
- Bromelia nudicaulis Rchb.[1] ;
- Bromelia pyramidalis Sims[1] ;
- Jonghea splendida Lem. [non-valide][1] ;
- Pitcairnia fastuosa C.Morren[1] ;
- Tillandsia farinosa Schult. & Schult.f.[1] ;

### Synonymie taxonomique
- Billbergia pyramidalis var. bicolor Lindl.[1] ;
- Billbergia pyramidalis var. concolor L.B.Sm.[1] ;
- Billbergia pyramidalis var. croyana E.Morren[1] ;
- Billbergia pyramidalis var. farinosa E.Morren[1] ;
- Billbergia pyramidalis var. lutea Leme & W.Weber[1] ;
- Billbergia pyramidalis var. pyramidalis[1] ;
- Billbergia pyramidalis var. striata M.B.Foster[1] ;
- Billbergia pyramidalis var. vernicosa E.Pereira[1] ;
- Billbergia pyramidalis var. zonata (de Vriese) E.Morren[1] ;

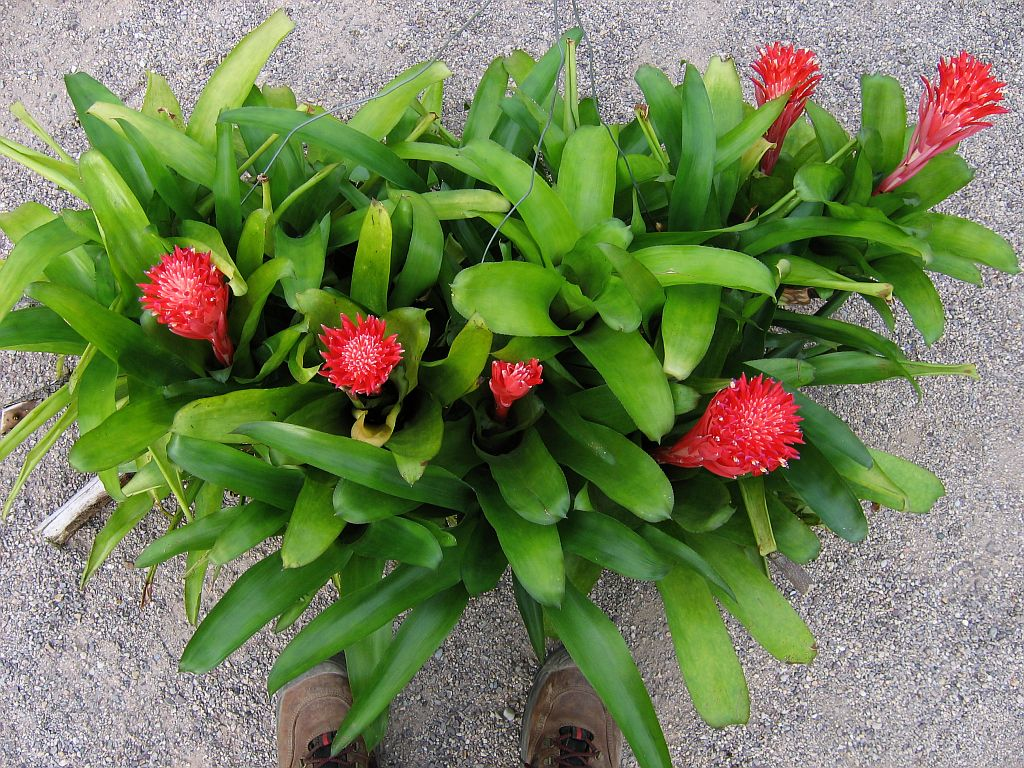
Billbergia pyramidalis var. concolor
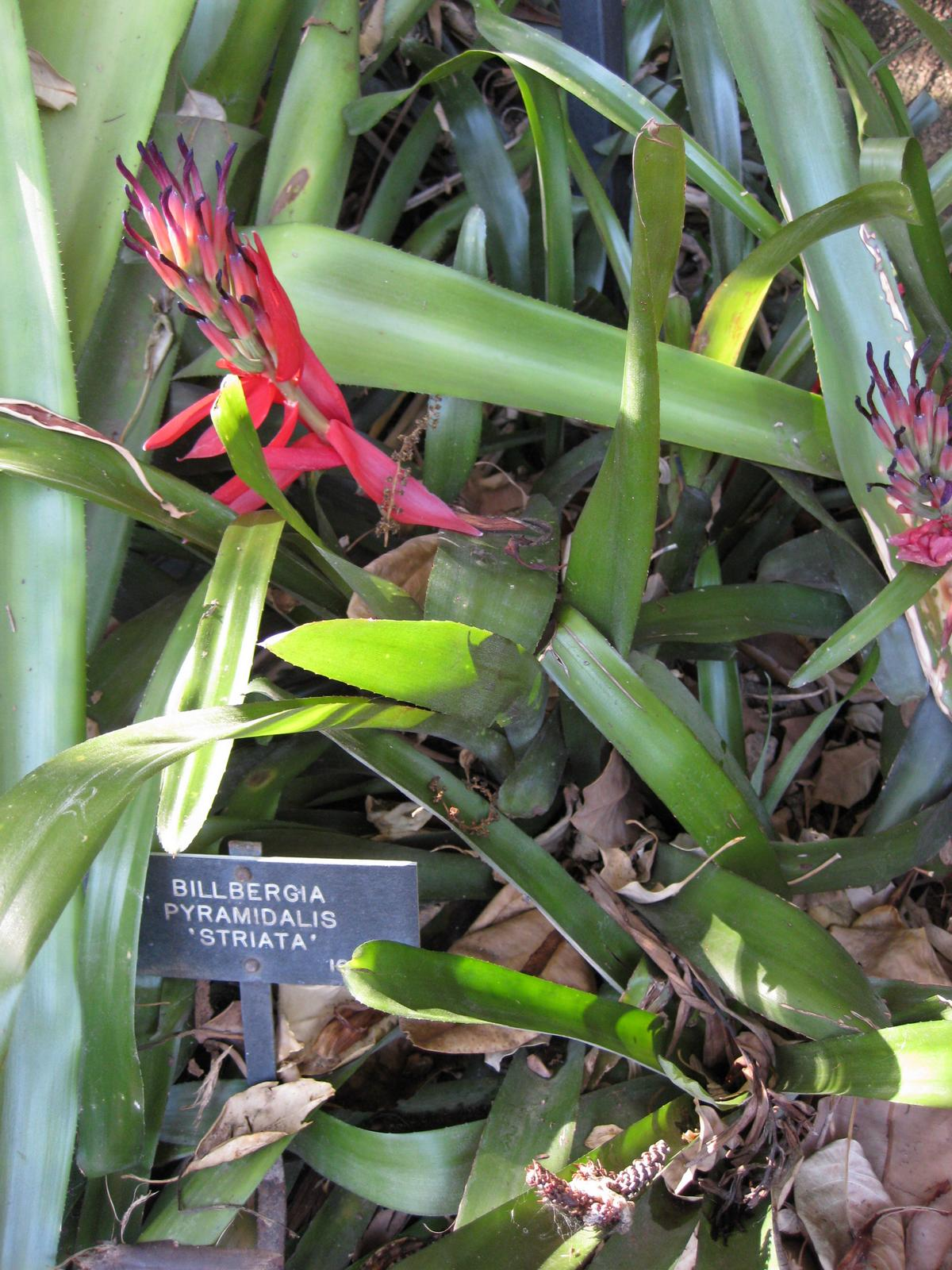
Billbergia pyramidalis var. striata

## Distribution
L'espèce se rencontre à Cuba, en Guyane, au Venezuela et au Brésil.

## Description
L'espèce est épiphyte.